# Maciej Tymiński
Maciej Stefan Tymiński (ur. 1966) – polski ekonomista, historyk, doktor habilitowany nauk ekonomicznych, profesor w Uniwersytecie Warszawskim, specjalista od historii gospodarczej oraz historii systemu komunistycznego.

## Kariera naukowa
W 1991 ukończył studia magisterskie na kierunku historia na Uniwersytecie Warszawskim. 11 października 2000 ukończył studia doktoranckie na Wydziale Nauk Ekonomicznych tej samej uczelni, zakończone uzyskaniem stopnia doktora nauk ekonomicznych w zakresie ekonomii na podstawie pracy pt. Przedsiębiorstwo przemysłowe w systemie władzy w Polsce w latach 1956–1970. Analiza historyczno-instytucjonalna, której promotorem był Jacek Kochanowicz. 9 stycznia 2013 uzyskał na Wydziale Nauk Ekonomicznych Uniwersytetu Warszawskiego stopień doktora habilitowanego nauk ekonomicznych w dyscyplinie ekonomii na podstawie dorobku naukowego i rozprawy pt. Partyjni agenci. Analiza instytucjonalna działalności lokalnych instancji PZPR w przemyśle (1949–1955).
W 2000 został zatrudniony na Uniwersytecie Warszawskim. Od 2014 kierownik Katedry Historii Gospodarczej na Wydziale Nauk Ekonomicznych Uniwersytetu Warszawskiego, a od 2015 kierownik Ośrodka Badań Ekonomicznych przy Instytucie Studiów Społecznych im. prof. Roberta B. Zajonca UW.
Jego zainteresowania naukowe obejmują: historię gospodarczą okresu PRL, przede wszystkim kwestię wpływu partii i jej aparatu na przedsiębiorstwa przemysłowe; historię gospodarki ziem polskich na przełomie XIX/XX w. (efektem był współudział w oszacowaniu PKB per capita ziem polskich w XIX w.); problemem korupcji i zachowań nieformalnych w Polsce w okresie komunistycznym i w trakcie transformacji ustrojowej.